# Denver Broncos 1992
La stagione 1993 dei Denver Broncos è stata la 23ª della franchigia nella National Football League, la 33ª complessiva e la 12ª e ultima con Dan Reeves come capo-allenatore.

## Scelte nel Draft 1992
- Tommy Maddox, quarterback, UCLA
- Shane Dronett, defensive end, Texas
- Chuck Johnson, guardia, Texas
- Frank Robinson	defensive back, Boise State
- Ron Geater, defensive end, Iowa
- Jim Johnson, tackle, Michigan State
- Jon Bostick, wide receiver, Nebraska
- Dietrich Lockridge, guardia, Jackson State
- Muhammad Oliver, cornerback	Oregon
- Bob Meeks, centro, Auburn
- Cedric Tillman, wide receiver, Alcorn State
- John Granby, defensive back, Virginia Tech

## Calendario
| Stagione regolare |                    |                        |                    |                    |
| Turno             | Data               | Avversario             | Risultato          | Pubblico           |
| 1                 | 6/9/1992           | Los Angeles Raiders    | V 17–13            | 75,418             |
| 2                 | 13/9/1992          | San Diego Chargers     | V 21–13            | 74,367             |
| 3                 | 20/9/1992          | at Philadelphia Eagles | S 30–0             | 65,833             |
| 4                 | 27/9/1992          | at Cleveland Browns    | V 12–0             | 78,064             |
| 5                 | 4/10/1992          | Kansas City Chiefs     | W 20–19            | 75,629             |
| 6                 | 12/10/1992         | at Washington Redskins | S 34–3             | 56,371             |
| 7                 | 18/10/1992         | Houston Oilers         | V 27–21            | 74,827             |
| 8                 | 25/10/1992         | at San Diego Chargers  | S 24–21            | 53,576<            |
| 9                 | Settimana di pausa | Settimana di pausa     | Settimana di pausa | Settimana di pausa |
| 10                | 8/11/1992          | New York Jets          | V 27–16            | 74,678             |
| 11                | 15/11/1992         | New York Giants        | V 27–13            | 75,269             |
| 12                | 22/11/1992         | at Los Angeles Raiders | S 24–0             | 50,011             |
| 13                | 30/11/1992         | at Seattle Seahawks    | S 16–13            | 51,612             |
| 14                | 6/12/1992          | Dallas Cowboys         | S 31–27            | 74,946             |
| 15                | 12/12/1992         | at Buffalo Bills       | S 27–17            | 71,740             |
| 16                | 20/12/1992         | Seattle Seahawks       | V 10–6             | 72,570             |
| 17                | 27/12/1992         | at Kansas City Chiefs  | S 42–20            | 76,240             |

## Classifiche
| AFC West               | AFC West | AFC West | AFC West | AFC West | AFC West | AFC West | AFC West | AFC West | AFC West |
|                        | V        | S        | P        | PCT      | DIV      | CONF     | PF       | PS       | Str.     |
| ---------------------- | -------- | -------- | -------- | -------- | -------- | -------- | -------- | -------- | -------- |
| (3) San Diego Chargers | 11       | 5        | 0        | .688     | 5–3      | 9–5      | 335      | 241      | V7       |
| (6) Kansas City Chiefs | 10       | 6        | 0        | .625     | 6–2      | 8–4      | 348      | 282      | V1       |
| Denver Broncos         | 8        | 8        | 0        | .500     | 4–4      | 7–5      | 262      | 329      | S1       |
| Los Angeles Raiders    | 7        | 9        | 0        | .438     | 4–4      | 5–7      | 249      | 281      | V1       |
| Seattle Seahawks       | 2        | 14       | 0        | .125     | 1–7      | 2–10     | 140      | 312      | S4       |